# The Further Adventures of Lord Quas
The Further Adventures of Lord Quas è il secondo album del rapper statunitense Quasimoto, pubblicato il 3 maggio 2005 e distribuito dalla Stones Throw Records. Metacritic gli assegna una valutazione di 79/100.
| Recensione      | Giudizio |
| --------------- | -------- |
| AllMusic        | [ 1 ]    |
| IGN             | [ 3 ]    |
| Pitchfork       | [ 4 ]    |
| Stylus Magazine | A-       |

## Tracce
Testi e musiche di Quasimoto. Melvin Van Peebles è autore dei testi nelle tracce 3-5, 7, 11, 15, 21 e 22.
1. Bullyshit – 3:07
2. Greenery – 3:14
3. Crime (featuring Melvin Van Peebles) – 1:20
4. Hydrant (featuring Melvin Van Peebles) – 3:25
5. Don't Blink (featuring Melvin Van Peebles) – 2:06
6. Players of the Game – 2:35
7. Bus Ride (featuring Melvin Van Peebles) – 2:58
8. Closer (featuring Madvillain) – 3:02
9. Maingirl – 4:01
10. Civilization Day – 1:50
11. Bartender Say (featuring Melvin Van Peebles) – 2:46
12. 1994 – 2:22
13. Another Demo Tape – 2:46
14. Raw Deal – 2:17
15. Mr. Two-Faced (featuring Melvin Van Peebles) – 1:34
16. The Exclusive (featuring MED) – 2:36
17. Fatbacks – 3:51
18. J.A.N. (Jive Ass Niggaz) – 1:54
19. Shroom Music – 3:01
20. Rappcats Pt. 3 – 2:26
21. Strange Piano (featuring Melvin Van Peebles) – 2:00
22. Life Is (featuring Melvin Van Peebles) – 2:19
23. The Clown (Episode C) – 2:59
24. Raw Addict Pt. 2 – 2:34
25. Tomorrow Never Knows – 2:39
26. Privacy – 1:36

Durata totale: 67:18

## Classifiche

### Classifiche settimanali
| Classifica (2005)         | Posizione massima |
| ------------------------- | ----------------- |
| Stati Uniti               | 174               |
| US Independent Albums     | 12                |
| US Top R&B/Hip-Hop Albums | 82                |